# Paul Winkler (éditeur)
Pour les articles homonymes, voir Paul Winkler et Winkler.
Paul Winkler, né le 7 juillet 1898 à Budapest et mort le 23 septembre 1982 à Melun, est un homme d'affaires, journaliste, écrivain et éditeur français.
Il est à la tête du plus important organisme de syndication européen, Opera Mundi, installé en France, puis le directeur de Press Alliance.

## Biographie
Fils unique de Geza Winkler qui après l'annexion de l'Alsace-Lorraine avait suivi sa famille juive alsacienne en Hongrie où il devient directeur de la Banque anglo-hongroise et épouse une comtesse autrichienne et chrétienne, Paul Winkler a la nationalité austro-hongroise. Il quitte la Hongrie et suit ses études aux Pays-Bas, à l'université d'Amsterdam. Dans les années 1920, naturalisé français, il s'installe à Paris et, sous le pseudonyme de Paul Vandor, rédige des articles pour un journal destiné aux émigrés hongrois.
En 1928, il fonde l'agence de presse Opera Mundi à Paris. Originellement vouée à la rédaction de dépêches pour la presse européenne, elle devient rapidement le diffuseur en France des bandes dessinées du King Features Syndicate (KFS), parmi lesquelles Flash Gordon, Mandrake le Magicien ou Prince Vaillant. Il acquiert également les droits de Mickey Mouse directement auprès de Walt Disney, en assure la publication dans Le Petit Parisien dès décembre 1930 puis en album chez Hachette.
Il fut le co-gérant de The American Theater in Paris, boulevard Raspail, avec Hilaire Hiler.
En 1934, il crée le Journal de Mickey, deuxième magazine au monde après l'italien Topolino, à s'appuyer sur les personnages Disney. Il voulait originellement vendre le concept à des éditeurs mais la librairie Hachette, qui soutient le projet, accepte à la condition unique qu'il en soit rédacteur en chef. Walt Disney valide le projet de manière orale mais un contrat n'est signé qu'après la parution de plusieurs numéros. L'hebdomadaire rencontre un succès phénoménal, tirant à 400 000 exemplaires (1938).
Il fonde de nombreux autres magazines jeunesse, comme Hop-là ! et Robinson, ou féminins (Confidences).
Exilé aux États-Unis lors de la Seconde Guerre mondiale avec sa femme Betty Dablanc et ses enfants, du fait des lois décrétées par le régime de Vichy, il y publie en 1943 The Thousand Year Conspiracy, Secret Germany Behind the Mask, un essai dénonçant les origines occultes du nazisme. Sous les pseudonymes de Paul Dupre et Anne Dupre, sa femme Betty et lui éditent avec Etta Shiber Paris Underground, l'histoire vecue mais romantisée et anonymisée d'Etta Shiber et Kate Bonnefous, deux amies engagées dans la Résistance en France occupée mais arrêtées par les Allemands. L'Américaine Etta est finalement renvoyée aux États-Unis, tandis que Kate (Kitty dans le livre) reste prisonnée. Le livre connaît un grand succès et sera adapté au cinéma en 1945 par Gregory Ratoff avec Constance Bennett, Gracie Fields et George Rigaud.
Durant la guerre, le Journal de Mickey (avec ses autres magazines), remanié par les lois de Vichy, se transforme, fusionne, puis disparaît en juillet 1944. Paul Winkler revient en France après l'armistice, est témoin à charge au procès du maréchal Pétain, où l'avocat Me Lemaire met en doute sa bonne foi par le moyen de rapports de police de source douteuse[réf. nécessaire] ; il récupère ses biens, qui avaient été spoliés, et, redevenu directeur d'Opera Mundi, fonde Édi-Monde à parts égales avec Hachette. Il relance d'abord Confidences puis crée en 1947 le journal Donald, reprenant le matériel Disney ; ce périodique disparaît en 1953 après 313 numéros.
La loi sur les publications destinées à la jeunesse votée en 1949 le place dans la ligne de mire des divers partis opposés à l'influence des comics sur les jeunes Français. Dans le contexte de l'époque, Winkler se retrouve attaqué par les communistes, les catholiques et divers groupuscules anti-américains.
En 1952, il lance Mickey Magazine au Benelux et en Suisse francophone. En juin de la même année, il relance Le Journal de Mickey en France, qui atteint bientôt près de 600 000 exemplaires, mais fait la part belle à des dessinateurs français.
En 1957, il fonde les Éditions de Trévise avec Gérard Gauthier. Cette petite structure publie notamment une traduction de son essai Les Sources mystiques des concepts moraux de l'Occident. En 1976, il rachète France-Soir au groupe Hachette et, associé à Robert Hersant, en devient le directeur de la publication. Il occupe ce poste jusqu'à sa mort le 23 septembre 1982.
C'est aussi lui qui a imaginé, dans les années 1970, le pseudonyme collectif J. Darthel, qu'il a partagé notamment avec Rob-Vel, Claude Seignolle et Pierre Le Goff pour faire revivre le Professeur Nimbus créé par André Daix en 1934.
Roy E. Disney le qualifie de « Grand ami de Mickey Mouse » et son travail de long terme avec The Walt Disney Company lui vaut de recevoir un Disney Legend Award à titre posthume en 1997.

## Essais
- The Thousand-Year Conspiracy, secret Germany behind the mask, New York, C. Scribner's sons, 1943.
- Allemagne secrète, traduit par Armand Rio, Paris, Hachette, 1946 — 1re partie de son essai de 1943.
- Les Sources mystiques des concepts moraux de l'Occident, Paris, Éditions de Trévise, 1957 — 2e partie de son essai de 1943.

## Scénarios
- Sous le pseudonyme de Paul Vandor, Janique Aimée, un feuilleton télévisé diffusé en 1963